# Katholische Volkspartei (Baden)

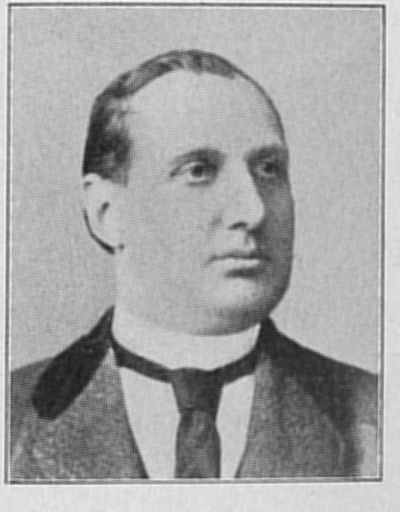
Jakob Lindau, der Gründer der katholischen Volkspartei

Die Katholische Volkspartei Badens war von 1869 bis 1888 eine Vorläuferorganisation der Deutschen Zentrumspartei im Großherzogtum Baden.

## Geschichte
Im Zusammenhang mit dem Badischen Kulturkampf zwischen der Regierung des Großherzogtums Baden und dem Erzbistum Freiburg gründeten Jakob Lindau (der Initiator der Kasinobewegung) und Ferdinand Bissing 1869 die Katholische Volkspartei Baden. Ziel war es die katholische Bevölkerung für die Kirche zu mobilisieren und politischen Druck auszuüben.
In der 2. Kammer der badischen Ständeversammlung konnte die katholische Volkspartei von den jeweils 63 Sitzen die folgende Anzahl Sitze einnehmen:
| Jahr  | 1870 | 1871 | 1873 | 1875 | 1877 | 1879 | 1881 | 1883 | 1885 | 1887 |
| ----- | ---- | ---- | ---- | ---- | ---- | ---- | ---- | ---- | ---- | ---- |
| Sitze | 5    | 9    | 10   | 13   | 12   | 15   | 23   | 19   | 14   | 9    |

Zu den Abgeordneten der Volkspartei gehörten auch die Pfarrer Heinrich Hansjakob und Franz Xaver Lender.
Obwohl etwa zwei Drittel der Bevölkerung katholisch war, konnten die Volkspartei und später die Zentrumspartei in Baden jeweils nur etwa 30–40 % der wahlberechtigten Katholiken Badens als Wähler gewinnen. Die Volkspartei war hauptsächlich im ländlichen Raum erfolgreich, während sie in den Städten deutlich hinter den Nationalliberalen zurückblieb. Da es in der 2. Kammer nur Vertreter der Wahlkreise gab und diese indirekt durch Wahlmännerkollegien gewählt wurde, waren die kleineren Parteien nicht proportional zu den Wählerstimmen in der Kammer vertreten. Die Volkspartei forderte daher die direkte Wahl der Abgeordneten.
Die Volkspartei strebte eine großdeutsche Vereinigung Deutschlands an, da sie davon ausging, dass die katholischen Interessen nur in einem Staat mit Österreich ausreichend berücksichtigt würden. Das protestantische Preußen wurde als Bedrohung empfunden. Daher wurde der Volkspartei während des Deutsch-Französischen Krieges unterstellt, dass sie sich insgeheim einen Sieg Frankreichs wünsche, während diese ihre Loyalität zu Deutschland betonte.
1888 schloss sich die Katholische Volkspartei Badens der katholischen Zentrumspartei des Reiches an. Zu dieser Zeit gewann auch der soziale Flügel in der badischen Katholikenpartei an Gewicht. Der Parteivorsitz ging von Franz Xaver Lender auf Theodor Wacker über.